# Charles Langbridge Morgan
Charles Langbridge Morgan (Bromley, 22 gennaio 1894 – Londra, 6 febbraio 1958) è stato uno scrittore, critico teatrale e drammaturgo inglese.

## Biografia
Dopo aver effettuato gli studi presso un collegio navale si laureò in storia all'Università di Oxford.
Si arruolò nella Marina militare britannica, svolgendo servizio attivo nell'Oceano Atlantico e nel [mar della Cina. Dopo una breve pausa riprese il servizio militare allo scoppio della prima guerra mondiale e fu fatto prigioniero nella battaglia di Anversa.
Dopo essere stato nominato Presidente della Società Drammatica del Teatro all'Università di Oxford, dal 1921 lavorò presso il Times nella qualità di critico teatrale.
Del 1929 è la pubblicazione del romanzo Ritratto in uno specchio (Portrait in a Mirror), al quale seguirono altre opere che lo consacrarono come autore di successo negli ambienti letterari europei.
Morgan fu nuovamente in servizio presso l'Ammiragliato Britannico durante l'ultimo conflitto mondiale.

## Opere

### Romanzi
- The Gunroom (1919)
- My Name is Legion (1925)
- Portrait in a Mirror (1929)
- The Fountain (1932)
- Nel Bosco d'Amore (Sparkenbroke) (1936)
- The Voyage (1940), vincitore del James Tait Black Memorial Prize
- The Empty Room (1941)
- The Judge's Story (1947)
- The River Line (1949)
- A Breeze of Morning (1951)
- Challenge to Venus (1957)

### Teatro
- The Flashing Stream (1938)
- The River Line (1952)
- The Burning Glass (1953)

### Saggi
- Reflections in a Mirror (2 volumi 1944, 1946)
- The Writer and his World (1960)

### Poesia
- Ode to France (1944)

## Premi letterari
L'attività letteraria di Morgan è stata coronata da prestigiosi premi letterari inglesi, quali Femina, Hawthornden Prize e il James Tait Black Memorial Prize.